# Jałowiec cuchnący
Jałowiec cuchnący (Juniperus foetidissima Willd.) – gatunek z rodziny cyprysowatych (Cupressaceae). Występuje w południowo-wschodniej Europie, w Azji Mniejszej i rejonie Kaukazu. Nie jest zagrożony wyginięciem. Uprawiany jest jako roślina ozdobna.

## Systematyka
Gatunek naukowo opisał Carl Ludwing von Willdenow w 1806 podczas przygotowywania kolejnej edycji Species Plantarum Linneusza. Holotyp najprawdopodobniej pochodził z Turcji.

## Występowanie i środowisko
Występuje w południowo-wschodniej Europie, Azji Mniejszej, we wschodniej części basenu Morza Śródziemnego, sięgając aż do Kaukazu. Występuje od Albanii i Macedonii na południe, w Grecji (po Peloponez, na wyspach Athos i Tasos), na Cyprze, w Libanie, w azjatyckiej części Turcji, ale nie w środkowej części kraju, wzdłuż czarnomorskich wybrzeży Rosji (Noworosyjsk) po Krym. Obecny jest w rejonie Kaukazu i w Azerbejdżanie wzdłuż wybrzeży Morza Kaspijskiego. Rośnie w lasach i na stokach gór (na Cyprze znajdywany nawet na wysokości 1950 m n.p.m.). Łatwo miesza się z jałowcem greckim (J. excelsa). Oba gatunki preferują suche, ubogie w wodę, kamieniste gleby. Jałowiec cuchnący jest ciepłolubny i mało odporny na mróz. W Polsce nie występuje naturalnie, wprowadzany był kilkukrotnie bez powodzenia do upraw w kolekcjach botanicznych w XIX wieku.

## Morfologia

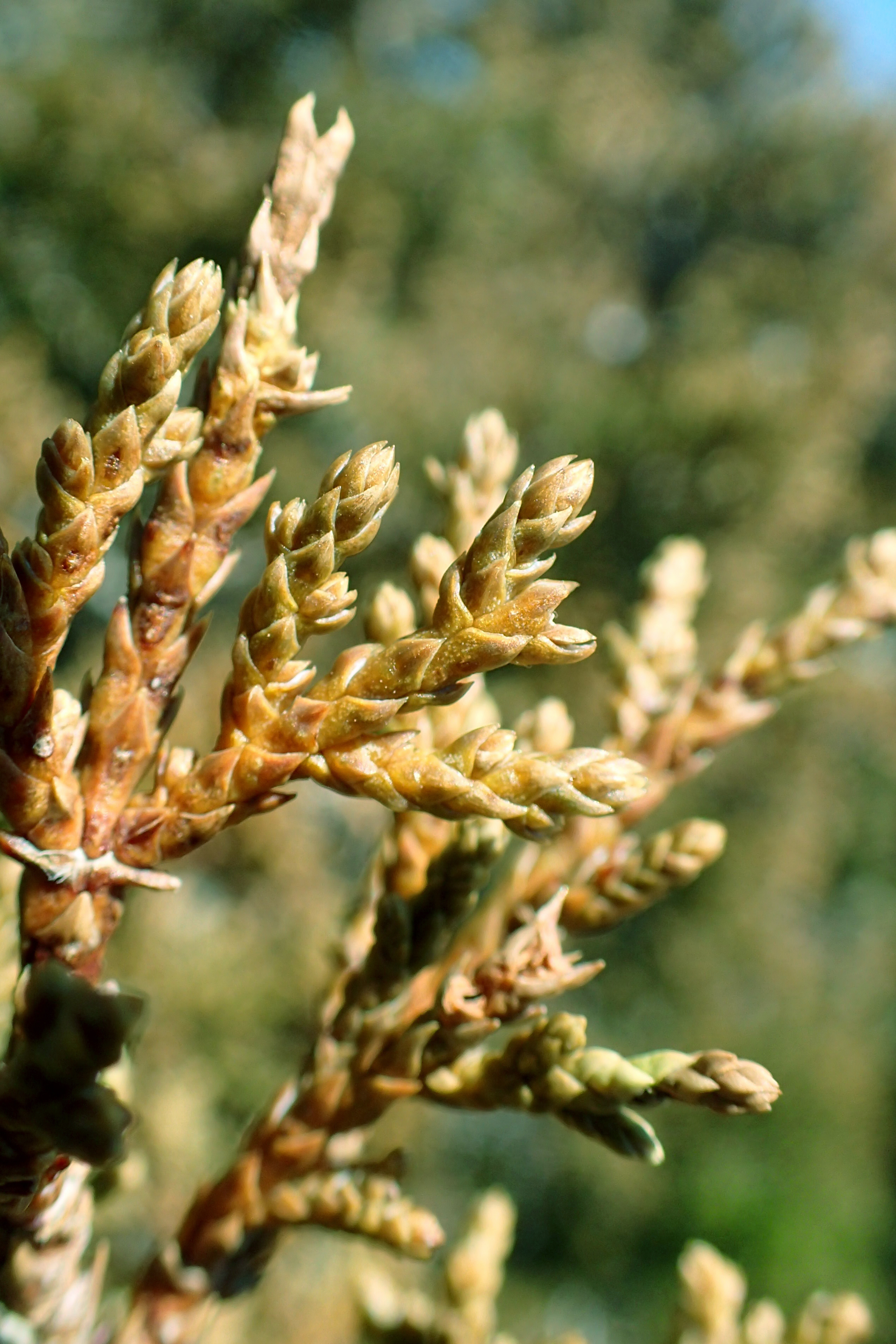
Pędy

PokrójKrzew i drzewo osiągające wysokość od 15 do 20 m (w uprawie zwykle mniejszy). Średnica pnia dochodzi do 1 m. Młode okazy mają pędy zwarte i koronę w kształcie stożka. U starszych korona często jest nieregularna, pień jest pokrzywiony. U młodszych osobników kora jest gładka, u starszych lekko się złuszcza, jest szorstka, włóknista.
LiścieMłodociane, obecne na siewkach, ale też czasem obecne i u dorosłych, są trójkanciaste, igłowate, o długości do 8 mm i grubości do 2 mm. Na dojrzałych roślinach i pędach liście są łuskowate, rombowate o długości do 5 mm na grubszych gałązkach i do 2–3 mm na cieńszych, końcowych.
SzyszkiMęskie liczne, jajowatokuliste, o długości 2–3 mm, rozwijają się na końcach pędów, są żółte do żółtobrązowych. Żeńskie są kulistawe, wyrastają pojedynczo w kątach igieł w szczytowych częściach pędów, są siedzące lub krótkoszypułkowe, barwy niebieskozielonej i średnicy do 3 mm. Dojrzałe szyszki są kuliste, o średnicy 5–13 mm koloru czarniawego lub ciemnoniebieskiego. W każdej szyszce znajduje się sześć łusek nasiennych, ale rozwijają się jedno–dwa nasiona, rzadko trzy. Są one półkuliste (stykając się wyglądają jak jedno kuliste) i jasnobrązowe, o średnicy 5–7 mm. Okazy męskie wytwarzają pyłek od marca do kwietnia.

## Zagrożenie i ochrona
Międzynarodowa Unia Ochrony Przyrody (IUCN) uznaje jałowca cuchnącego za gatunek najmniejszej troski (LC – Least Concern). Liczebność populacji nie jest znana, a jej trend uznaje się za stabilny ze względu na brak istotnych zagrożeń.

## Zastosowanie
Jego drewno było chętnie wykorzystywane do wyrobu m.in. mebli, obecnie nie ma już takiego znaczenia jak kiedyś. Z jałowca cuchnącego wyrabiało się najprawdopodobniej także olej cedrowy. Obecnie jednak roślina nie ma większego zastosowania. Bywa uprawiany jako roślina ozdobna w odpowiednich warunkach klimatycznych. W Polsce odnotowany był w uprawie w kilku kolekcjach botanicznych w XIX wieku.